# 링크시스

시스코 시스템즈가 운영했던 때의 링크시스 로고

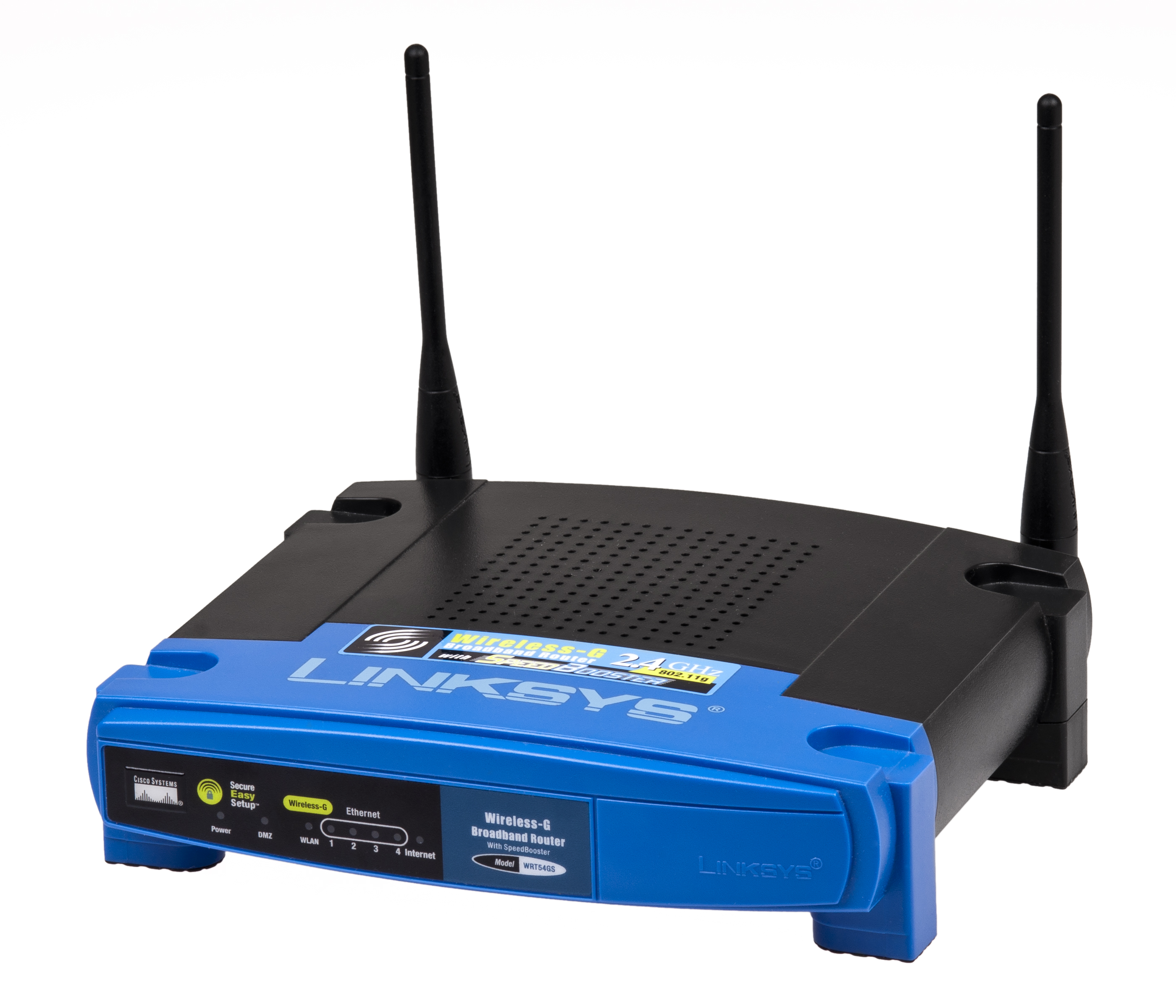
링크시스 와이파이 라우터

링크시스(Linksys)는 벨킨이 현재 생산하고 있는 가정 및 소규모 오피스 네트워크 제품의 브랜드 이름이다. 본래 1995년에 설립한 별개의 기업이었으나, 2003년에 시스코 시스템즈에 인수되었다. 이후 2013년 5월에 벨킨에 인수되었다. 제품은 과거부터 현재까지 브로드밴드 및 무선 라우터, 소비자 및 소규모 비즈니스 이더넷 스위치, VoIP 장비, 무선 인터넷 비디오 카메라, AV 제품, 네트워크 스토리지 시스템 등의 제품으로 분류되어 판매되고 있다.

## 역사
1988년 배우자 재니(Janie)와 빅터 차오(Victor Tsao)는 DEW 인터내셔널(DEW International)을 설립했으며 나중에 링크시스(Linksys)로 개명했다. 차오는 미국 기술 공급 업체와 대만 제조업체를 연결하는 전문 컨설턴트로 부업을 맡은 대만 이민자였다. 설립자들은 초기 성공을 달성하기 위해 대만 제조를 사용했다. 이 회사의 첫 번째 제품은 여러 대의 PC를 프린터에 연결하는 프린터 공유기였다. 회사는 이더넷 허브, 네트워크 카드 및 코드로 확장되었다. 1992년에 차오 일원들은 링크시스를 정규직으로 운영하기 시작했고 회사와 성장하는 직원을 공식적인 사무실로 옮겼다. 1994년에는 직원 수 55명, 연간 매출 650만 달러로 성장했다.
링크시스는 1995년에 마이크로소프트가 자사 제품의 시장을 확장한 네트워킹 기능이 내장된 윈도우 95를 출시하면서 큰 성장을 이루었다. 링크시스는 프라이스 일렉트로닉스(Fry's Electronics, 1995) 및 베스트바이(Best Buy, 1996)와 함께 최초의 미국 소매 채널을 설립했다. 1990년대 후반에 링크시스는 최초의 저렴한 멀티포트 라우터를 출시하여 링크시스를 홈 네트워킹 브랜드로 대중화했다. 2003년 시스코가 이 회사를 인수했을 때 직원 수는 305명, 매출은 5억 달러가 넘었다.
시스코는 2005년에 VoIP 제조업체인 시퓨라 테크놀로지(Sipura Technology)를 인수하고 링크시스 보이스 시스템(Linksys Voice System) 또는 이후 링크시스 비즈니스 시리즈(Linksys Business Series) 브랜드로 제품을 판매하면서 회사의 제품 라인을 확장했다. 2008년 7월 시스코는 홈 네트워킹 관리 소프트웨어 공급업체인 시애틀 기반의 퓨어 네트웍스(Pure Networks)를 인수했다.
시스코는 2013년 1월 홈 네트워킹 사업부와 링크시스를 벨킨(Belkin)에 매각하여 벨킨이 홈 라우터 시장의 30%를 차지할 것이라고 발표했다.
2018년 벨킨과 링크시스를 포함한 자회사는 대만의 다국적 전자 회사이자 최대 전자 제품 제조 서비스 제공업체인 폭스콘(Foxconn)에 8억 6,600만 달러에 인수되었다.
2021년 6월 4일, 해리 드와이스트(Harry Dewhirst)가 CEO로 임명되었다. 9월에 사이버 보안 회사인 포티넷(Fortinet)은 링크시스에 7,500만 달러를 투자했다. 이들은 원격 작업장을 위한 홈 네트워크의 보안에 집중한다. 2021년 9월 24일, 포티넷은 링크시스의 시리즈 A 우선주 주식에 현금 8,500만 달러를 추가로 투자했다. 마크 샌더스가 10월에 CFO가 되었다.

## 같이 보기
- 마벨 테크놀로지 그룹
- 라링크